# Giovanni Zenatello
Giovanni Zenatello   (Verona, 22 de febrer de 1876 - Nova York, 11 de febrer de 1949) va ser un cantant d'òpera italià. Nascut a Verona, va gaudir d'una carrera internacional com a tenor dramàtic de primer nivell. Otello va esdevenir el seu paper operístic més famós, però el seu repertori també incloïa papers francesos. El 1904, va crear el paper de Pinkerton a Madame Butterfly.

## Carrera

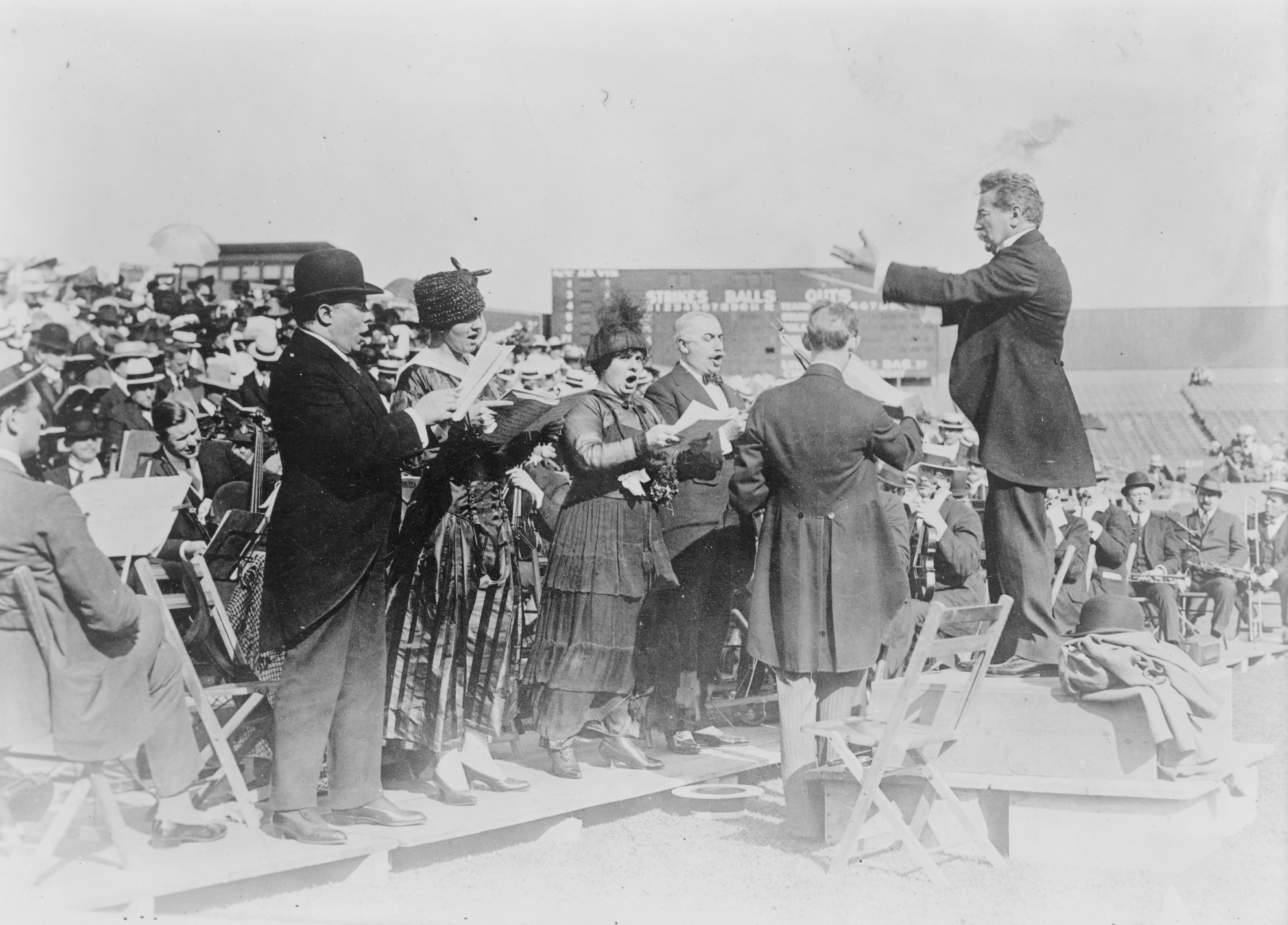
Zenatello (esquerra) interpretant el Rèquiem de Giuseppe Verdi al Polo Grounds de Nova York el 1916, juntament amb Louise Homer (sota el nom fals de "Lucile Lawrence"), Maria Gay i Léon Rothier; Louis Koemmenich dirigint orquestra.

Zenatello va mostrar una promesa musical des de ben jove. El seu professor de cant a Verona el va formar originalment com a baríton, però mai es va sentir còmode en aquest registre i més tard va canviar al registre de tenor més agut. No obstant això, va ser com a baríton que va debutar professionalment a Belluno el 1898. El seu debut com a tenor, com a Canio, no va arribar fins a l'any següent, a Nàpols.
La carrera operística de Zenatello va cobrar impuls durant els primers anys del segle xx, i el 17 de febrer de 1904 va crear el paper de Pinkerton a l'estrena mundial de Madame Butterfly de Giacomo Puccini a La Scala de Milà. La Scala era el principal teatre d'òpera d'Itàlia, i va romandre membre de la seva companyia de cantants fins al 1907.
També va cantar a la Royal Opera House, Covent Garden, Londres, el 1905/06 i el 1908/09; a la Manhattan Opera House del 1907 al 1910; i amb la companyia de la Metropolitan Opera de Nova York, de gira, substituint Enrico Caruso, el 1909. Va ser membre de la Boston Opera Company del 1909 al 1914 i també va cantar sovint a Sud-amèrica i Mèxic i a diverses ciutats de l'Europa continental.
La veu de Zenatello havia madurat fins a convertir-se en la d'un tenor dramàtic de veu de clara durant els seus anys a La Scala, i va succeir Francesco Tamagno (1850–1905) com el màxim exponent italià de lOtello de Giuseppe Verdi, un paper que el tenor dramàtic austríac Leo Slezak va cantar amb igual reconeixement. Zenatello va interpretar aquest paper extremadament exigent més de 300 vegades, a partir del 1908, i va gravar fragments molt aclamats de l'obra en discs de 78 rpm.
Zenatello va tornar a Covent Garden el 1926, cantant Otello en una sèrie d'actuacions que van ser enregistrades parcialment en directe per His Master's Voice. Després d'una última aparició a l'escenari (a la ciutat de Nova York) el 1933, es va retirar de l'òpera i va ensenyar cant i va incursionar en la direcció de joves cantants prometedors. La soprano de coloratura Lily Pons va ser un "descobriment" notable de Zenatello al crepuscle de la seva carrera als escenaris. Va prendre Pons sota la seva protecció i li va organitzar una audició davant el director general del Met, cosa que va fer que la jove cantant nascuda a França debutés amb èxit a Nova York el 1931. Més tard, però, van discutir.
Un altre gran alumne seu va ser el tenor veronès Nino Martini, que va debutar a la Metropolitan Opera amb Rigoletto el 1933, cosa que va permetre a Martini començar una aclamada carrera al Metropolitan (1933-1946), en altres sales americanes i també a Hollywood. Pel que fa a la seva vida privada, Zenatello va viure amb la mezzosoprano espanyola Maria Gay des del 1906 fins a la seva mort el 1943. Sovint van ser descrits com a marit i muller, tot i que potser mai es van casar. Ell i Gay van actuar l'un davant l'altre en moltes ocasions i es van establir junts a Manhattan el 1936.
El 1913, Zenatello va tenir un paper fonamental en la restauració de l'Arena de Verona, construïda originalment pels antics romans, i la va convertir en un recinte a l'aire lliure de fama mundial per a representacions operístiques. Aquell mateix any, l'arena es va utilitzar per muntar una gran producció dAïda, que commemorava el centenari del naixement de Verdi. El 1947, Zenatello va organitzar que una jove i prometedora soprano anomenada Maria Callas i un tenor i cantor estatunidenc Richard Tucker apareguessin al Festival d'Estiu de l'arena amb l'òpera La Gioconda d'Amilcare Ponchielli. Aquesta aparició donaria a Callas i Tucker una exposició inestimable a Itàlia i ajudaria a encaminar Callas cap a la futura fama internacional.
Giovanni Zenatello va morir de causes naturals a la ciutat de Nova York el 1949, als 73 anys.

## Enregistraments
Zenatello va deixar un llegat musical important en forma d'un nombre considerable d'enregistraments comercials de la seva veu, fets tant acústicament com, després de 1925, amb l'ajuda de la tecnologia del micròfon. Els seus primers discs van ser fets a Itàlia per "The Gramophone Company" el 1903, seguits d'una llarga sèrie per a Fonotipia Records. Més tard, va gravar per als segells Columbia, Edison i His Master's Voice. Aquests enregistraments d'àries, duets i conjunts operístics, així com només un títol de cançó (inèdit) (Zenatello mai va ser un recitalista de cançons com ho va ser Caruso), han estat reeditats en CD en els darrers anys, sobretot per les empreses angleses Pearl i Symposium Records i pel segell austríac Preiser. Reflecteixen l'amplia gamma del seu repertori i els millors confirmen la impressionant potència, l'empenta i l'ardor del seu cant, així com una entonació sovint sospitosa. Zenatello va deixar memòries gravades dels papers que va crear (incloses àries i duets de Siberia, Madame Butterfly i La Figlia di Jorio).
Una entrevista radiofònica amb un Zenatello ancià, enregistrada el 1947, inclou una interpretació acompanyada al piano (si bé es transposa cap avall, a causa de l'edat del cantant) de l'escena final "Niun mi tema" d'Otello. Aquesta entrevista es va reeditar a la dècada de 1960 i es pot escoltar en CD.

## Rols creats
- 1903: Vassili in Siberia (Umberto Giordano)*
- 1903: Init in Oceàna (Antonio Smareglia)
- 1904: Pinkerton en Madame Butterfly (Giacomo Puccini) – Zenatello va crear el paper de Pinkerton dues vegades; va aparèixer a l'estrena fallida i a la revisió important, que va tenir més èxit.
- 1906: Aligi en La figlia di Iorio (Alberto Franchetti)*
- 1907: Lionetto de' Ricci ("Il Fortebrando") en Gloria (Francesco Cilea)